# 22 août
22 juillet 22 septembre
Chronologies thématiques
- Croisades
- Ferroviaires
- Sports
- Disney
- Anarchisme
- Catholicisme

Abréviations / Voir aussi
- (° 1852) = né en 1852
- († 1885) = mort en 1885
- a.s. = calendrier julien
- n.s. = calendrier grégorien
- Calendrier
- Calendrier perpétuel
- Liste de calendriers
- Naissances du jour

Le 22 août ou 22 aout est le 234e jour de l’année du calendrier grégorien, 235e lorsqu'elle est bissextile, il en reste ensuite 131.
C’était le 5 fructidor du calendrier républicain français, officiellement dénommé jour du saumon.

## Événements

### IXesiècle
- 851 : victoire d'Erispoë, le roi breton d'Armorique, sur Charles le Chauve, le roi de Francie occidentale, à la bataille de Jengland.

### XIIesiècle
- 1138 : victoire de Thurstan et Walter Espec sur David Ier d'Écosse, à la bataille de l'Étendard, pendant l'Anarchie anglaise.

### XIVesiècle
- 1371 : bataille de Baesweiler.

### XVesiècle
- 1485 : victoire des Lancastre sur les York, lors de la bataille de Bosworth (guerre des Deux-Roses).

### XVIesiècle
- 1531 : bataille d’Obertyn, les troupes polonaises l’emportent sur les Moldaves.
- 1582 : enlèvement du roi Jacques VI d’Écosse.

### XVIIesiècle
- 1614 : insurrection de Fettmilch, dans le ghetto de Francfort.
- 1642 : début de la première guerre civile anglaise ; le roi Charles Ier, qui refuse les demandes de monarchie constitutionnelle du Parlement, qualifie celui-ci et ses troupes de traîtres.

### XVIIIesiècle
- 1711 : naufrage de l'expédition Walker qui avait pour objectif d'attaquer le Québec.
- 1713 : début des élections générales en Grande-Bretagne qui se déroulent jusqu'au12 novembre 1713[2].
- 1777 : fin du siège de Fort Stanwix, lors de la guerre d'indépendance des États-Unis.
- 1792 : début de la bataille de Bressuire, prélude à la guerre de Vendée.
- 1795 : approbation, par plébiscite, de la Constitution de l'an III de la jeune Ire République, en France[3].
- 1798 : débarquement de l'expédition d'Irlande, pour soutenir la rébellion en cours dans l'île.

### XIXesiècle
- 1846 : fondation de la Deuxième République fédérale mexicaine.
- 1864 : la première convention de Genève établit la Croix-Rouge internationale de manière permanente, et marque la naissance officielle du droit international humanitaire.
- 1875 : ratification du traité de Saint-Pétersbourg, convenant de l’échange de l'île de Sakhaline contre les îles Kouriles, entre le Japon et la Russie.
- 1894 : création du Natal Indian Congress par Gandhi.

### XXesiècle
- 1909 : Du 22 au 29 août 1909, Grande Semaine d'Aviation à Reims-Betheny.
- 1910 : annexion de la Corée par le Japon.
- 1914, Première Guerre mondiale :
  - massacre de Tamines, petite ville entre Namur et Charleroi, où l'armée allemande a tué 320 civils, après avoir fait reculer l'armée française.
  - deuxième jour le plus meurtrier[4] de l’histoire de l’armée française (20 543 morts), après le 25 septembre 1915 (22 591 morts environ)[5] ; bataille de Rossignol.
- 1926 : dimanche sanglant de Colmar, affrontements entre autonomistes alsaciens et Alsaciens pro-français, à la suite de la politique d'assimilation française après le rattachement de l'Alsace-Lorraine à la France.
- 1962 : attentat du Petit-Clamart. Des membres de l’O.A.S. échouent, dans leur tentative d’assassinat du président de Gaulle, voire de son épouse et leur chauffeur.
- 1973 : aux États-Unis, Henry Kissinger devient secrétaire d'État dans le gouvernement républicain de Richard Nixon, tout en conservant le poste de conseiller à la sécurité nationale qu'il occupe depuis 1969.
- 1975 : événements d'Aléria. Des militants de l'Action régionaliste corse occupent une cave viticole tenue par un pied-noir à Aléria, en Corse. Engendrant une réponse musclée du gouvernement français, elle-même à l'origine de violentes émeutes en Corse, notamment à Bastia, ces événements sont considérés comme l'acte fondateur du nationalisme corse moderne.
- 1994 : Wim Kok devient premier ministre des Pays-Bas.

### XXIesiècle
- 2019 : au Kosovo, à la suite de la démission du Premier ministre Ramush Haradinaj, l'Assemblée vote sa dissolution, et la tenue d'élections anticipées.

- 2023 : en Thaïlande, Srettha Thavisin est élu Premier ministre par le Parlement, à la tête d'une coalition de onze partis, trois mois après les élections législatives[6].

## Arts, culture et religion
- 2021 : le président de la République française annonce l'entrée au Panthéon de la  chanteuse, danseuse, actrice, meneuse de revue et résistante Joséphine Baker (photographie ci-contre) pour le 30 novembre 2021[7].

## Sciences et techniques
- 1895 : Auguste Charlois découvre l'astéroïde (406) Erna.
- 2020 : jour du dépassement de l'année en recul provisoire par rapport à 2019 et 2021 du fait de la pandémie de Covid-19.

## Économie et société
- 1990 : la radio Écho de Moscou commence à émettre.

## Naissances

### XVesiècle
- 1485 ; Beatus Rhenanus, éditeur, écrivain et avocat humaniste français († 20 juillet 1547).

### XVIIesiècle
- 1601 : Georges de Scudéry, écrivain français († 14 mai 1667).
- 1624 : Jean Regnault de Segrais, écrivain français († 15 mars 1701).
- 1647 : Denis Papin, mathématicien et physicien français  († 1713).
- 1658 : Jean-Ernest de Saxe-Saalfeld, Duc de Saxe-Saalfeld († 17 février 1729).
- 1679 : Pierre Guérin de Tencin, prélat français († 2 mars 1758).

### XVIIIesiècle
- 1760 : Léon XII (Annibale Sermattei della Genga dit), 252e pape, en fonction de 1823 à 1829  († 10 février 1829).
- 1764 : Charles Percier, architecte français († 5 septembre 1838).
- 1765 : Carl Ludwig Willdenow, botaniste et pharmacien allemand († 10 juillet 1812).
- 1772 : Joseph Barbanègre, militaire français († 7 novembre 1830).
- 1775 : François Péron, naturaliste et explorateur français († 14 décembre 1810).

### XIXesiècle
- 1810 : Caspar Scheuren, peintre et illustrateur allemand († 12 juin 1887).
- 1815 : Jean Macé, pédagogue, enseignant, journaliste et homme politique français († 13 décembre 1894).
- 1825 : Auguste Arnaud, sculpteur français († 30 septembre 1883).
- 1827 : Ezra Butler Eddy, industriel et homme politique canadien († 10 février 1906).
- 1844 : Sophie Tolstoï, romancière, diariste et photographe russe, relectrice-correctrice de Léon Tolstoï († 4 novembre 1919).
- 1854 : Milan Ier (Милан Обреновић), roi de Serbie de 1882 à 1889 († 11 février 1901).
- 1860 : Paul Nipkow, ingénieur allemand († 24 août 1940).
- 1862 : Claude Debussy, compositeur français († 25 mars 1918).
- 1867 : Maximilian Bircher-Benner, nutritionniste suisse († 24 janvier 1939).
- 1874 : Max Scheler, philosophe allemand († 19 mai 1928).
- 1882 : Walter Rosenberg, sculpteur allemand († 1945).
- 1884 : Paul-Émile Pissarro, peintre français († 20 janvier 1972).
- 1893 : Dorothy Parker, écrivaine et scénariste américaine († 7 juin 1967).
- 1895 : Paul Comtois, homme politique québécois, lieutenant-gouverneur du Québec de 1961 à 1966 († 21 février 1966).
- 1896 : Frank Loomis, athlète américain, champion olympique sur 400 m. en 1920 († 4 avril 1971).

### XXesiècle
- 1902 : Leni Riefenstahl, réalisatrice allemande († 8 septembre 2003).
- 1904 : Deng Xiaoping (邓小平), homme politique chinois, secrétaire général du Parti communiste chinois, de 1956 à 1967, et président de la république populaire de Chine, de 1978 à 1992 († 19 février 1997).
- 1908 : 
  - Henri Cartier-Bresson, photographe français († 3 août 2004).
  - René Gervais, résistant français, compagnon de la Libération († 22 octobre 1997).
- 1909 : Julius J. Epstein, scénariste américain († 30 décembre 2000).
- 1912 : Roberta Wohlstetter, historienne américaine († 6 janvier 2007).
- 1915 :
  - Jacques Flynn, homme politique québécois († 21 septembre 2000).
  - James Hillier, scientifique américain d’origine canadienne († 15 janvier 2007).
- 1917 : John Lee Hooker, musicien américain († 21 juin 2001).
- 1920 :
  - Enrico Accatino, peintre italien († 16 juillet 2007).
  - Ray Bradbury, romancier américain († 5 juin 2012).
- 1922 : 
  - Christian de La Mazière, journaliste et imprésario français († 15 février 2006).
  - Micheline Presle (Micheline Nicole Julia Émilienne Chassagne dite), actrice française.
  - William de Rham, cavalier suisse de saut d'obstacles.
- 1924 :
  - Ada Jafri, poétesse pakistanaise († 12 mars 2015).
  - James Kirkwood Jr., romancier, dramaturge et acteur américain († 21 avril 1989).
- 1925 : Honor Blackman, actrice britannique († 5 avril 2020).
- 1926 : Red Fisher, journaliste sportif canadien († 19 janvier 2018).
- 1928 :
  - Roberto Aizenberg, peintre et sculpteur argentin († 16 février 1996).
  - Pierrette Bruno, actrice française († 20 janvier 2015).
  - Karlheinz Stockhausen, compositeur allemand († 5 décembre 2007).
- 1929 : Roger Dajoz, biologiste, écologue et entomologiste français († 10 mars 2019).
- 1930 : Gésip Légitimus, producteur de télévision française († 18 janvier 2000).
- 1932 : 
  - Gerald Paul Carr, astronaute américain († 26 août 2020).
  - Andréas Voutsinás, acteur, metteur en scène de théâtre et professeur d'art dramatique grec († 8 juin 2010).
- 1933 : 
  - Sylva Koscina, actrice italienne († 26 décembre 1994).
  - Jérôme Lemay, auteur-compositeur-interprète et humoriste québécois du duo Les Jérolas († 20 avril 2011).
- 1934 : 
  - Pierre Potier, pharmacien et chimiste français († 3 février 2006).
  - Norman Schwarzkopf, militaire américain († 27 décembre 2012).
- 1935 : Annie Proulx, écrivaine américaine.
- 1936 : 
  - Dale Hawkins, chanteur américain († 13 février 2010).
  - Xavière Tiberi (née Casanova), épouse corse et française du maire de Paris de 1995 à 2001.
- 1937 : Michel Pollien, prélat français († 15 janvier 2013).
- 1938 : Miodrag Nikolić (Миодрaг Николић), basketteur yougoslave (aujourd’hui serbe).
- 1939 :
  - Valerie Harper, actrice américaine.
  - Carl Yastrzemski, joueur de baseball américain.
- 1941 : 
  - Edwin Birdsong, musicien et producteur américain († 21 janvier 2019).
  - Françoise Van De Moortel, journaliste belge († 30 décembre 2000).
- 1947 :
  - Yves Bot, magistrat français († 9 juin 2019).
  - Cindy Williams, actrice, productrice et réalisatrice américaine.
  - Manfred Klein, rameur d'aviron allemand, champion olympique.
- 1949 : Donna Jean Godchaux, chanteuse américaine du groupe Grateful Dead.
- 1950 :
  - Ray Burris, joueur de baseball américain.
  - Toshirō Suga (トシロー・スガ), maître d’art martiaux japonais.
- 1951 : Stephen Kappes, haut fonctionnaire américain, directeur adjoint de la CIA de 2006 à 2010.
- 1952 :
  - Claire Pimparé, actrice québécoise.
  - Rudy Ricciotti, architecte français.
- 1956 : Paul Molitor, joueur de baseball américain.
- 1957 : Anh Đào Traxel, écrivaine française, « fille de cœur » (non adoptée) recueillie par Jacques et Bernadette Chirac à l'âge de 21 ans.
- 1958 :
  - Colm Feore, acteur canadien d’origine américaine.
  - Philippe Habert, politologue français († 15 avril 1993).
- 1959 : Tarek Alarabi Tourgane, chanteur, auteur-compositeur-interprète et musicien syrien.
- 1961 :
  - Roland Orzabal, musicien britannique, chanteur et guitariste du groupe Tears for Fears.
  - Debbi Peterson, musicienne américaine du groupe The Bangles.
- 1962 : Viktor Bryzhin, athlète ukrainien, champion olympique du relais 4 x 100 m.
- 1963 : Tori Amos (Myra Ellen Amos dite), chanteuse américaine.
- 1964 : Mats Wilander, joueur de tennis suédois.
- 1965 : 
  - Patricia Hy, joueuse de tennis canadienne d’origine cambodgienne.
  - David Reimer, psychologue et psychiatre canadien († 5 mai 2004).
- 1966 : 
  - GZA (Gary Grice dit), musicien américain.
  - Alain Rolland, joueur de rugby à XV irlandais.
- 1967 :
  - Ty Burrell, comédien américain.
  - Adewale Akinnuoye-Agbaje, comédien britannique.
  - Valérie Rouzeau, poétesse française.
  - Layne Staley, chanteur américain († 5 avril 2002).
  - Yukko (Yukiko Okada / 岡田 有希子 dite), chanteuse idole populaire japonaise des années 1980 († 8 avril 1986).
  - Paul Ereng, athlète kényan spécialiste du demi-fond, champion olympique.
  - Robert Leroux, épéiste français, médaillé olympique.
- 1969 : Bruno Tobback, homme politique belge.
- 1970 :
  - Ricco Groß, biathlète allemand.
  - Timea Nagy, épéiste hongroise, double championne olympique.
- 1971 :
  - Richard Armitage, acteur britannique.
  - Oswald Haselrieder, lugeur italien.
- 1972 :
  - Paul Doucette (en), musicien américain du groupe Matchbox 20.
  - Steve Kline (en), joueur de baseball américain.
- 1973 :
  - Howie Dorough, chanteur et auteur-compositeur américain du groupe Backstreet Boys.
  - Laurent Lafitte, acteur et humoriste français.
  - Kristen Wiig, actrice américaine.
- 1974 : 
  - Pascal Canfin, journaliste et homme politique français.
  - Agustín Pichot, joueur de rugby argentin.
- 1975 :
  - Rodrigo Santoro, acteur brésilien.
  - Franco Squillari, joueur de tennis argentin.
- 1976 : Marlies Öster, skieuse suisse.
- 1978 : Jeff Stinco, musicien canadien, guitariste du groupe Simple Plan.
- 1979 : Jennifer Finnigan, actrice canadienne.
- 1980 :
  - Grégory Leca, footballeur français.
  - Nicolas Macrozonaris, sprinteur québécois.
  - Christi Shake, modèle de charme et actrice américaine.
- 1981 : 
  - Nancy Langat, athlète de demi-fond kényane.
  - Ross Marquand, acteur américain.
- 1983 : Theo Bos, cycliste sur route et sur piste néerlandais.
- 1985 : Jens Byggmark, skieur suédois.
- 1986 : Andray Blatche, basketteur américano-philippin.
- 1987 : Gianluca Brambilla, cycliste sur route italien.
- 1988 : Artyom Dziouba (Артём Серге́евич Дзюба), footballeur russe.
- 1990 : Daniela Montoya, footballeuse colombienne.
- 1992 :
  - Nahila Bendali, journaliste canadienne.
  - Christophe Hérelle, footballeur français.
- 1993 : Laura Dahlmeier, biathlète allemande.
- 1994 : Jimilian, chanteur danois.
- 1995 : Dua Lipa, auteur, compositrice, interprète, mannequin et chanteuse britannique.

### XXIesiècle
- 2001 : LaMelo Ball, basketteur américain.

## Décès

### XIIesiècle
- 1155 : Konoe (近衛天皇), 76e empereur du Japon, ayant régné de 1142 à 1155 (° 16 juin 1139).

### XIIIesiècle
- 1241 : Grégoire IX (Ugolino de Anagni dit), 178e pape de 1227 à 1241 (° vers 1145).
- 1280 : Nicolas III (Giovanni Gaetano Orsini dit), 188e pape en fonction de 1277 à 1280 (° entre 1210 et 1220).

### XIVesiècle
- 1350 : Philippe VI dit « Le Fortuné », roi de France de 1328 à 1350 (° 1293).
- 1365 : Barnim IV, duc de Poméranie (° 1319).
- 1371 : Édouard de Gueldre, duc de Gueldre et comte de Zutphe (° 12 mars 1336).

### XVesiècle
- 1456 : Vladislav II de Valachie, tué dans un combat contre Vlad III l'Empaleur (° v. 1400).
- 1485 : Richard III, roi d’Angleterre de 1483 à 1485 (° 2 octobre 1452).

### XVIesiècle
- 1540 : Guillaume Budé, l'érudit, le vieux compagnon du roi de France François Ier, humaniste français (° 26 janvier 1467).

### XVIIIesiècle
- 1782 : Henri Louis Duhamel du Monceau, homme politique, agronome et scientifique français (° 20 juillet 1700).
- 1794 : Achille Pierre Dionis du Séjour, homme politique, mathématicien et astronome français (° 11 janvier 1734).

### XIXesiècle
- 1804 : Raymond de Boisgelin, prélat français (° 27 février 1732).
- 1806 : Jean-Honoré Fragonard, peintre français (° 5 avril 1732).
- 1811 : Juan de Villanueva, architecte espagnol (° 15 septembre 1739).
- 1818 : Warren Hastings, homme politique britannique, gouverneur général des Indes britanniques de 1774 à 1785 (° 6 décembre 1732).
- 1835 : Leopoldo Nobili, physicien italien (° 5 juillet 1784).
- 1858 : Teresa Palczewska, actrice et danseuse polonaise (° 15 novembre 1805).
- 1891 : Jan Neruda, auteur tchèque (° 9 juillet 1834).

### XXesiècle
- 1903 : Robert Arthur Talbot Gascoyne-Cecil, homme d’État britannique (° 2 février 1830).
- 1904 : Kate Chopin, femme de lettres américaine (° 8 février 1851).
- 1913 : John Lawrence, homme politique britannique (° 1er octobre 1846).
- 1922 : Michael Collins, homme politique irlandais, président du gouvernement provisoire d’Irlande du Sud en 1922 et plusieurs fois ministre (° 16 octobre 1890).
- 1934 : Alexis d'Ugine / Алексий Южинский (Alexis Medvedkov / Алексей Иванович Медведков dit), prêtre russe, saint de l’Église orthodoxe (° 1er juillet 1867).
- 1942 : Michel Fokine (Mихаил Михайлович Фокин), danseur et chorégraphe russe (° 23 avril 1880).
- 1944 : Pierre Le Goffic, combattant des Forces françaises libres, compagnon de la Libération (° 2 janvier 1912).
- 1955 : Olin Downes, critique musical et musicologue américain (° 27 janvier 1886).
- 1958 : Roger Martin du Gard, écrivain français, prix Nobel de littérature en 1937 (° 23 mars 1881).
- 1967 :
  - Junie Astor, actrice française (° 21 décembre 1911).
  - Gregory Pincus, médecin et biologiste américain (° 9 avril 1903).
- 1974 : Jacob Bronowski, mathématicien et biologiste polonais (° 18 janvier 1908).
- 1976 : Juscelino Kubitschek, homme politique brésilien, président du Brésil de 1956 à 1961 (° 12 septembre 1902).
- 1977 : Sebastian Cabot, acteur britannique (° 6 juillet 1918).
- 1978 :
  - Ignazio Silone, écrivain et homme politique italien (° 1er mai 1900).
  - Jomo Kenyatta, journaliste et homme politique kényan, président de la République de 1964 à 1978 (° 20 octobre 1894).
- 1980 : Max-Pol Fouchet, poète, écrivain, critique d’art et homme de télévision français (° 1er mai 1913).
- 1989 : George Flahiff, prélat canadien (° 26 octobre 1905).
- 1990 : Luigi Dadaglio, prélat italien (° 28 septembre 1914).
- 1991 : 
  - Colleen Dewhurst, actrice canadienne (° 3 juin 1924).
  - Audrey Stevenson, jeune chrétienne morte de leucémie à huit ans, « servante de Dieu » (° 1991).
- 1993 : Marie Susini, femme de lettres française jurée du prix Femina (° 18 janvier 1916).
- 1994 : Gilles Groulx, réalisateur et scénariste québécois (° 30 août 1931).

### XXIesiècle
- 2003 :
  - Imperio Argentina, actrice argentine (° 26 décembre 1910).
  - Guy Boulizon, écrivain et enseignant québécois d’origine française (° 15 mai 1906).
- 2004 : Daniel Petrie, producteur, réalisateur et scénariste canadien (° 26 novembre 1920).
- 2005 : Henri Génès, acteur français (° 2 juillet 1919).
- 2007 : Gilles Beaudoin, homme politique québécois, maire de Trois-Rivières de 1970 à 1990 (° 12 octobre 1919).
- 2008 : Erik Thommesen, sculpteur danois (° 15 février 1916).
- 2010 : Michel Montignac, auteur de livres sur la nutrition français (° 19 septembre 1944).
- 2011 :
  - Sofiène Chaâri (سفيان الشعري), acteur, humoriste et animateur tunisien (° 31 juillet 1962).
  - Jack Layton, homme politique canadien (° 18 juillet 1950).
  - Jerry Leiber, auteur-compositeur américain (° 25 avril 1933).
- 2014 : Philippine de Rothschild dite parfois Philippine Pascal, comédienne principalement au théâtre et personnalité française du  monde du vin (° 22 novembre 1933).
- 2016 :
  - Jacqueline Pagnol, actrice française, veuve de Marcel Pagnol (° 6 octobre 1920).
  - Toots Thielemans, musicien de jazz et harmoniciste belge (° 29 avril 1922).
- 2019 : Junior Agogo, footballeur ghanéen (° 1er août 1979).
- 2021 : 
  - Eric Ash, ingénieur électricien britannique (° 31 janvier 1928).
  - Charles Burles, ténor français (° 21 juin 1926).
  - Pierre Dumay, pilote automobile français (° 20 novembre 1928).
  - Marilyn Eastman, actrice américaine (° 17 décembre 1933).
  - Jean-Pierre Fragnière, professeur suisse de politique sociale (° 18 septembre 1944).
  - Andrzej Schinzel, mathématicien polonais (° 5 avril 1937).
  - Patrick Verbeke, guitariste, compositeur, chanteur de blues français (° 13 avril 1949).
- 2022 : 
  - Michel Arrieumerlou, joueur de rugby à XV français (° 19 juillet 1947).
  - Monique Brandily, ethnomusicologue française (° 24 octobre 1921).
  - Edmund Borowski, athlète de sprint polonais (° 23 janvier 1945).
  - Jaimie Branch, trompettiste et compositrice de jazz américaine (° 17 juin 1983).
  - David Douglas-Home, homme politique britannique (° 20 novembre 1943).
  - Robert Fraisse, escrimeur français (° 12 avril 1934).
  - Rahimuddin Khan, général quatre étoiles de l'armée pakistanais (° 21 juillet 1926).
  - Gérard Vignoble, homme politique français (° 29 octobre 1945).
  - Rembert Weakland, moine bénédictin américain (° 2 avril 1927).
- 2023 : 
  - Mathilde van den Brink, femme politique néerlandaise (° 4 février 1941).
  - Chrisje Comvalius, actrice néerlandaise (° 25 janvier 1948).
  - Tom Courtney, athlète de sprint et de demi-fond américain (° 17 août 1933).
  - Eustaquio Pastor Cuquejo Verga, archevêque catholique paraguayen (° 20 septembre 1939).
  - Toto Cutugno, chanteur populaire et auteur-compositeur italien (° 7 juillet 1943).
  - Yolande Geadah, féministe canadienne (° 1950).
  - Nicolas Gessner, réalisateur et scénariste suisse (° 17 août 1931).
  - Martin Laciga, joueur de beach-volley suisse (° 25 janvier 1975).
  - Alexandra Paul, patineuse artistique canadienne (° 16 septembre 1991).
  - Calyampudi Radhakrishna Rao, statisticien indien (° 10 septembre 1920).
  - Jean-Noël von der Weid, essayiste, critique musical, musicologue et journaliste suisse (° 3 juin 1944).

## Célébrations

### Internationales
- Nations unies : journée internationale de commémoration des personnes victimes de violence en raison de leur religion ou de leurs convictions, en vigueur depuis le 28 mai 2019[8].
- Asie extrême-orientale : fin du 3è hou de la période dite d' établissement de l'automne ou lìqiū / 立秋 / risshū, 입추 / ipchu, Lập thu, etc. ; depuis le 7 août dans l'hémisphère nord terrestre tempéré.

### Nationales
- Mexique : día del Bombero (es) / « journée du pompier »[9].
- Russie : день флага / « journée du drapeau national de la fédération de Russie » instituée en l’honneur du retour au pays de son drapeau tricolore historique lors du putsch de Moscou du 19 au 22 août 1991 tenté contre le dirigeant soviétique Gorbatchev[10] (voir 19 août sqq).
- Uruguay : día de los Derechos del Hombre y (d)el Ciudadano / « journée des droits de l’Homme et du citoyen »[11].

### Religieuses
- Christianisme : 
  - station au Golgotha avec mémoire des patriarches Isaac et Jacob d'avant Jésus-Christ au Proche-Orient également (Livre de la Genèse de la Bible hébraïque / l'Ancien testament chrétien) dans le lectionnaire de Jérusalem et lecture de : Gn. 17, 1(-19) ; Ga. 4, 21 – 5, 1 ; Lc 20, 27(-38) ;
  - dernier jour de l’octave de la fête de la Dormition ou Assomption de Marie la Sainte Vierge mère du Christ (15 août) ; l’Église catholique romaine fête ce jour-là la mémoire de la Vierge Marie Reine, ses mystère glorieux et couronnement comme reine (queenship en anglais ?)[12].

### Saints des Églises chrétiennes

#### Saints catholiques et orthodoxes
du jour, :
- Fabrice de Tolède ou (saint) Fabricien de Tolède († 417), premier évêque de Porto au Portugal, martyr vénéré avec Philibert à Tolède en Espagne.
- Hippolyte de Porto († 225) Martyr, évêque.
- Siegfried de Wearmouth († 690), abbé du monastère de Wearmouth en Angleterre.
- Symphorien d'Autun († vers 179 & ° vers 159 à Autun), jeune martyr chrétien, saint de l’Église catholique.
- Timothée de Rome († v. 303), Martyr à Rome.

#### Saints et bienheureux catholiques
- Bernard d'Offida († 1694), Bienheureux religieux capucin italien.
- Élie Leymarie († 1794), Bienheureux prêtre et martyr sous la Révolution française.
- Jacques Bianconi († 1301), Dominicain bienheureux.
- Jean Kemble († 1679) Martyr à Hereford, dans le pays de Galles.
- John Wall († 1679) Martyr en Angleterre.
- Lambert de Bonnevaux († 1154), Moine.
- Philippe Benizi († 1285), Religieux italien.
- Richard Kirkman († 1592) Bienheureux prêtre et martyr en Angleterre.
- Siméon Lukac († 1964) Bienheureux évêque de l'Église grecque-catholique ukrainienne "clandestine".
- Thomas Percy (7e comte de Northumberland) († 1572) Martyr et bienheureux en Angleterre.
- Timothée de Monticchio († 1504) Prêtre bienheureux franciscain.
- William Lacey († 1592) Bienheureux prêtre et martyr en Angleterre.

#### Saints orthodoxes
- Alexis d'Ugine († 1934), martyr.

## Traditions et superstitions

### Dictons
- « Belettes blanches de la saint-Symphorien, annoncent que l’hiver est en chemin. »[15]
- « Pluie de la saint-Fabrice, ne rend pas le paysan riche. »[16]

### Astrologie
- Signe du zodiaque : 31e et dernier jour du signe astrologique du lion.

## Toponymie
- Plusieurs voies, places, sites ou édifices de pays ou provinces francophones contiennent la date du jour dans leur nom sous diverses graphies possibles : voir Vingt-Deux-Août.